# Oleksandr Zubkov
Olexandr Zoubkov (en ukrainien : Олександр Валерійович Зубков), né le 3 août 1996 à Makiïvka, est un footballeur international ukrainien qui évolue au poste d'ailier à Trabzonspor.

## Biographie

### Carrière en club
Issu du centre de formation du Chakhtar, il signe un premier contrat professionnel avec le club en 2013, et joue dans les réserves de Donetsk. Zoubkov fait ses débuts dans l'équipe principale lors d'un match contre le Zorya Louhansk le 15 mai 2016 en Premier Liga ukrainienne.
À l'été 2019, Zoubkov est prêté au club hongrois du Ferencváros. Transféré définitivement dans le club hongrois la saison suivante, il s'illustre notamment en Ligue des champions avec une performance d'homme du match contre un club de son ancien championnat, le Dynamo Kiev. 

### Carrière en sélection
Avec les moins de 19 ans, il participe au championnat d'Europe des moins de 19 ans en 2015. Lors de cette compétition organisée en Grèce, il joue trois matchs. Il se met en évidence en inscrivant deux buts, contre la France et l'Autriche. Avec un bilan d'un nul et deux défaites, l'Ukraine ne dépasse pas le premier tour du tournoi.
Avec les moins de 20 ans, il marque un doublé lors d'une rencontre amicale face à l'Estonie, en septembre 2016.
Avec les espoirs, il est l'auteur d'un doublé face à l'Écosse, en octobre 2018. Ce match gagné 3-1 rentre dans le cadre des éliminatoires de l'Euro espoirs 2019.
Convoqué par Andri Chevtchenko, Zoubkov fait ses débuts en équipe d'Ukraine le 7 octobre 2020 lors d'un match amical contre la France.
Le 14 novembre 2020, Zoubkov délivre sa première passe décisive avec l'Ukraine contre        l'Allemagne. Ce match perdu 3-1 rentre dans le cadre de la Ligue des nations.
Il marque son premier but en sélection le 3 juin lors d'un amical contre l'Irlande du Nord.
En juin 2021, il fait partie de la liste des 26 joueurs convoqués par Andriy Chevtchenko pour disputer l'Euro 2020.
En mai 2024, il fait partie de la liste des 26 joueurs convoqués par Serhiy Rebrov en vue de l'Euro 2024.

## Palmarès
- Champion d'Ukraine en 2017 et 2018 avec le Shakhtar Donetsk
- Vice-champion d'Ukraine en 2016 avec le Shakhtar Donetsk
- Champion de Hongrie en 2020 avec le Ferencváros TC
- Finaliste de la Coupe de Turquie en 2025 avec Trabzonspor